# 大月ジャンクション
大月ジャンクション（おおつきジャンクション）は、山梨県大月市にある中央自動車道の本線（西宮線）と富士吉田線を連絡するジャンクション (JCT) である。大月インターチェンジ (IC) を統合した作りとなっており、本項でもあわせて記述する。
東京方面からの分岐は、実際に路線が離れるより4 kmほど手前の67 kmポスト付近である。また、河口湖方面からはJCT手前に花咲トンネルがあり、上り線はこのトンネルから分岐路まで車線変更禁止になっているため、トンネルに入る前に進行方向別の車線に変更する必要がある。

## 連絡する路線
- E20 中央自動車道本線（11番）
- E68 中央自動車道富士吉田線（11番）

## 歴史
- 1969年（昭和44年）3月17日：相模湖IC - 河口湖IC開通と共に大月ICを供用開始。
- 1977年（昭和52年）12月20日：大月JCT - 勝沼IC開通に伴い、大月JCT供用開始。なお当時は、東京 - 勝沼、東京 - 河口湖方面のみのハーフジャンクションの形式で、勝沼 - 河口湖方面は接続されていなかった。またこの供用の頃から、可変式速度規制標識が使われはじめた[1]。
- 1982年（昭和57年）9月20日：勝沼IC - 甲府昭和IC間の開通に先立ち、勝沼 - 河口湖方面を連絡するルートが開通。
- 2003年（平成15年）
  - 1月30日：下り線大月IC出口、河口湖方面のルートと、勝沼方面のルートを分離。
  - 2月13日：上り線大月IC出口を河口湖方面連絡ルートに付替。
- 2012年（平成24年）
  - 12月2日：同日朝に起きた笹子トンネル天井板落下事故の影響で、下り線の大月JCT→勝沼IC間、上り線の一宮御坂IC→大月JCT間が通行止め。
  - 12月29日：午後1時 (JST) より、下り線の大月JCT - 勝沼IC間を対面通行にして仮復旧。

## 構造
2003年（平成15年）2月13日以降

## 大月インターチェンジ

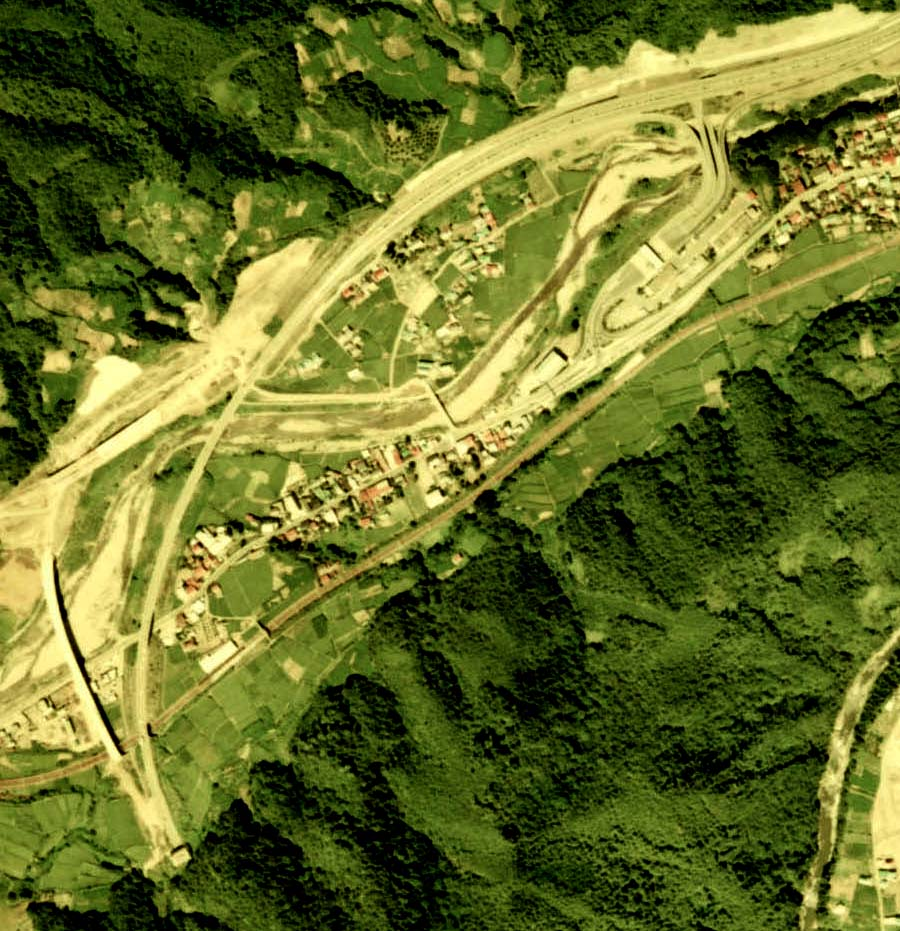
1975年（昭和50年）度撮影の航空写真。当ICから河口湖方面は暫定2車線の対面通行であった。まだ大月JCTや、勝沼方面は工事中である。。

大月インターチェンジ（おおつきインターチェンジ）は山梨県大月市大月町花咲にある中央自動車道本線（西宮線、以下「本線」と表記）のインターチェンジである。

## 道路
- E20 中央自動車道（10番）

### 構造
JCTの建設時にはICとJCTは別の施設であったが、2003年（平成15年）の改築工事完了以降、構造的に一体化している。またこの工事により、ICの流入路も河口湖方面（富士吉田線）・甲府方面（本線下り）・東京方面（本線上り）の3方向別に分けられた。
ICを利用する場合は上下線ともJCTの分岐で河口湖方面へ入る必要がある。特に東京方面から来る（下り線）場合、67 kmポスト地点のJCT分岐で河口湖方面に入らないと、笹子トンネルを越えたおよそ23 km先の勝沼ICまで一般道に下りることができない。

### 接続する路線
- 国道20号
  - 大月バイパス
- 国道139号

### アクセス地域
山梨県大月市、北都留郡小菅村、丹波山村および東京都西多摩郡奥多摩町西部の最寄りICである。

## 周辺
- 桂川
  - 猿橋
- 上大月駅
- 大月駅
- 大月市役所
- リニア実験線
  - 山梨県立リニア見学センター
- 多摩川上流
- 奥多摩湖

## 隣
E20 中央自動車道本線（西宮線）
(9) 上野原IC - (9-1) 談合坂SA/SIC - (10) 大月IC/ (11) 大月JCT - 初狩PA - (12) 勝沼IC
E68 中央自動車道富士吉田線
(11) 大月JCT/ (10) 大月IC - (1) 都留IC